# American Virgin (film, 2009)
American virgin är en amerikansk komedi från 2009 i regi av Clare Kilner med Rob Schneider, Jenna Dewan, Fábio Souza och Brianne Davis i huvudrollerna. Filmen, som gavs ut direkt på DVD, hade Sverigepremiär den 31 mars 2010.

## Handling
Plugghästen Priscilla har svurit på att hon ska spara sin oskuld till bröllopsnatten och får ett "Can't buy me love-scholarship". Men när hon börjar på Pennington College får hon den struliga Naz som rumskamrat och Naz övertalar Priscilla att följa med på en collegefest. Dagen efter vaknar Priscilla upp bakfull utan att minnas så där jättemycket av vad som hände kvällen innan, men får av Naz höra att hon varit helvild. Och vad värre är så får hon dessutom reda på att Ed Curtzman också varit på festen. Ed Curtzman som tjänar sina pengar på att filma tjejernas nakna bröst och sälja filmerna som "Chicks go crazy". För Priscilla skulle det vara totalt förödande om det kom ut en video där hon visade sin bröst, så för att få behålla sitt "Can't buy me love-scholarship" måste hon få tillbaka videon från Ed Curtzman till varje pris.

## Om filmen
Filmen är bland annat inspelad på University of Michigan i Ann Arbor och i Detroit, Michigan.

## Rollista (urval)
- Rob Schneider - Ed Curtzman
- Jenna Dewan - Priscilla White
- Chase Ryan Jeffery - Chuck
- Brianne Davis - Nathalie "Naz" Reed
- Elan Moss-Bachrach - Kevin
- Ashley Schneider - Eileen
- Bo Burnham - Rudy
- Ben Marten - Brad
- Sarah Habel - Becca Curtzman